# Estudis culturals
Els estudis culturals són un model d'estudis interdisciplinaris entorn de les humanitats que pretén una aproximació a fenòmens de la cultura tradicionalment negligits per l'academicisme, o bé una visió interdisciplinària dels camps d'estudi usuals. Es basen en una crítica del cànon, que consideren etnocèntric i androcèntric, a més de massa lligat a la classe alta. Per això proposen temes d'anàlisi com la literatura popular, l'art de carrer o la visió feminista d'una lectura. Sempre relacionen l'objecte d'estudi amb el poder, seguint una línia inaugurada per Michel Foucault i el marxisme, que afirma que cap producció cultural no és neutra. Igualment poden centrar-se en els estudis d'àrea.
El britànic Richard Hoggart va ser l'inventor del terme en el marc del Centre for Contemporary Cultural Studies, una institució de recerca que va crear a la ciutat de Birmingham. Els estudis culturals van néixer com a estudis universitaris als anys setanta als Estats Units i posteriorment es van estendre als campus de diversos països, sovint lligats a les carreres de teoria de la literatura, humanitats i sociologia.
Es considera que els seus orígens rauen en l'obra The Uses of Literacy (1957) de Richard Hoggart, juntament amb Culture and Society i The Long Revolution de Raymond Williams o The Making of the English Working Class d'E.P. Thompson.
Entre les crítiques que es fan als estudis culturals hi ha que la interdisciplinarietat no és tan nova, ni exclusivament seva; i, sobretot, es critica l'orientació postmoderna i "amb un fals biaix d'esquerres" de la majoria d'aquests estudis.

## Context històric

### Postguerra a Gran Bretanya
Després de la Segona Guerra Mundial la Gran Bretanya estava endeutada i va haver de reconstruir la seva economia. Durant més de dos anys va ser necessari prolongar mesures com la racionalització energètica i d'aliments amb major intensitat fins i tot que durant la guerra.

## La fundació dels Estudis Culturals
El terme va ser encunyat per Richard Hoggart en 1964 quan va fundar, aquest mateix any, l'anomenat Centre d'Estudis Culturals contemporanis o CCCS (Centre for ContemporanyCultural Studies) en la Universitat de Birmingham.
Fins a la seva mort al febrer de 2014 Stuart Hall, que va succeir a Hoggart, va ser el director del centre. La institució se centra especialment a analitzar una forma específica del procés social, corresponent a l'atribució de sentit a la realitat, al desenvolupament d'una cultura, de pràctiques socials compartides, d'una àrea comuna de significats.

## Característiques
Ziauddin Sardar en el seu llibre Estudis culturals per tothom (2005):
- Els estudis culturals examinen les seves matèries sn termes de pràctiques culturals i les seves relacions amb el poder.
- Tenen l'objectiu de comprendre la cultura en tota la seva complexitat i analitzen el context político i social, que és el lloc on es manifesta la cultura.
- Són tant objecte d'estudi com lloc de la crítica i l'acció política.
- Traten de reconciliar la divisió del coneixement, per a superar la fractura entre un coneixement cultural "tàcit" i un altre "objectiu" (universal).
- Es comprometen amb una avaluació de la societat moderna moral i ambos una línia de acció política radical.